# فهد المطوع
فهد بن محمد بن سليمان المطوع افشل رئيس نادي عبر التاريخ و لم يحقق اي إنجاز غير الفشل الذريع رجل أعمال ورئيس نادي الرائد السعودي في مدينة بريدة بالسعودية، وهو من مواليد عام 1380هـ، وهو لاعب كرة قدم سابق مثل نادي النصر السعودي في فئاته السنية قبل أن ينتقل إلى مدينة بريدة حيث مقر تواجد والده محمد بن سليمان الذي يعتبر أحد أعيان مدينة بريدة.

## مسيرته
مثل فريق نادي النصر السعودي في فئاته السنية، وانتقل بعدها للعب في فريق نادي الرائد السعودي في مطلع الثمانينات الميلادية وشارك مع الفريق الأول لمدة موسم واحد، وتعرض لإصابة في الركبة ومن ثم قرر السفر إلى الولايات المتحدة الأمريكية لدراسة علوم الإدارة وعلوم الحاسب الآلي.
تحصل على شهادتي البكالوريوس والماجستير في علوم الإدارة وهندسة الحاسب الآلي وعاد إلى السعودية، وبدأ في ممارسة الأعمال التجارية الحرة، وتابع فريقه السابق الرائد عن بعد، حتى موسم 2008، إذ كان فريق الرائد يشارك في دوري المحترفين السعودي بعد صعوده، وضخ في خزينة النادي أكثر من 50 مليون ريال سعودي.
تسلم فهد إدارة النادي في موسم 2009 ولكن الفريق عانى من نتائج سيئة على الرغم من وجود صفقات وانتقالات مهمة، حيث أخفق الفريق بالبقاء في دوري زين السعودي للمحترفين لكنه بقي بعد زيادة فرق الدوري. وحقق الفريق مراكز أفضل في الموسمين التاليين. ومنذ ذلك الوقت وحتى بعد تركه لرئاسة النادي، يعتبر فهد المطوع من أهم الشخصيات القيادية في النادي.
هو الآن عضو شرفي بنادي التعاون بالسعودية، وتم ترشيحه للعمل في أكثر من جهة رياضية في المملكة مثل اقترابه من الخطوات الأخيرة للترشح لرئاسة نادي النصر أو منصب نائب الرئيس.
في أكتوبر 2017 تم تعيينه رئيسا لنادي الرائد مرة أخرى ولمدة موسم واحد بعد إعفاء رئيس هيئة الرياضة تركي آل الشيخ لإدارة النادي من مناصبهم. ومن ثم تم تجديد رئاسته لموسم آخر.

## وصلات خارجية
- حوار مع فهد المطوع - جريدة الاقتصادية (يناير 2013).